# فرهاد میثمی
فرهاد میثمی (زادهٔ ۲۶ آبان ۱۳۴۸) پزشک، فعّال مدنی، مترجم و زندانی سیاسی سابق اهل ایران است. او در مرداد ۱۳۹۷ به‌علت وجود چند پیکسل (بج سینه) در اعتراض به حجاب اجباری در منزلش بازداشت و به زندان اوین منتقل شد. میثمی بعد از چهار سال و هفت ماه از زندان آزاد شد.

## زندگی
فرهاد میثمی در ۲۶ آبان ۱۳۴۸ در تهران زاده شد. او در سال ۱۳۶۵ با رتبهٔ تک‌رقمی در رشتهٔ پزشکی در دانشگاه تهران ادامه‌تحصیل داد. اما دورهٔ تخصص خود در رشتهٔ پاتولوژی را ناتمام گذاشته و با تأسیس مؤسسهٔ فرهنگی-انتشاراتی اندیشه‌سازان به امور کمک‌درسی و آموزشی مشغول شد. وی مؤسسهٔ اندیشه‌سازان را نیز در سال ۱۳۸۴ منحل اعلام کرد.
به‌گفتهٔ دوستانش، وی این مؤسسه را در اوج موفقیت مالی بسته و علت این کار را منحصر بودن فعالیت‌های مؤسسه به کنکور دانسته و نیت داشته‌است که فعالیت‌های فرهنگی‌اش را گسترش دهد. او در نامه‌ای به دانش‌آموزان پس از اعلام نتایج کنکور می‌گوید:
و من دختر مهربانی را می‌شناختم، که هر چند وقت یک بار به یکی از مراکز نگهداری کودکان بی‌سرپرست سر می‌زد و چه محبت‌ها که به بچه‌های آن‌جا داشت، و چقدر به آن‌ها می‌رسید، و بچه‌های آن‌جا چقدر او را دوست داشتند و روزی که دیدم به خاطر رتبهٔ چهاررقمی کنکورش دارد گریه می‌کند، نشستم و های‌های به حال «انسانیت» گریستم. و بر خودم لعنت فرستادم که مترهامان را چه شده‌است. آیا داریم ارزش انسانی یک فرد را با این اندازه می‌گیریم که توانسته‌است در ۱۸ دقیقه به چند سؤال از ۲۵ سؤال عربی پاسخ دهد؟!
از جمله کنش‌های میثمی در بیرون از زندان، می‌توان به مبارزه با حجاب اجباری، همراهی با ۱۲ زندانی در اعتصاب غذا در اعتراض به کشته شدن هاله سحابی و هدی صابر، سخنرانی‌هایی با عنوان خشونت‌پرهیزیِ اجتماعی در دانشگاه اصفهان اشاره داشت.

## بازداشت
فرهاد میثمی در تاریخ ۹ مرداد ۱۳۹۷ در منزل خود توسط مأموران وزارت اطلاعات بازداشت شد. ضیاء نبوی (فعال دانشجویی) که در این روز برای دیدار با فرهاد میثمی در منزل او به سر می‌بُرد نیز به همراه او بازداشت شد ولی پس از یک روز آزاد گردید. مأموران در پی تفتیش منزل فرهاد میثمی چند پیکسل (بج سینه) در اعتراض به حجاب اجباری و کتاب‌های وی به‌عنوان مدارک جرم را با خود ضبط می‌کنند.
در ۲۱ مرداد آرش کیخسروی، وکیل دادگستری، برای طی مراحل ثبت وکالت‌نامه به دادسرای اوین مراجعه می‌کنند، اما مسئولان شعبه با اشاره به تبصرهٔ مادهٔ ۴۸ آیین دادرسی کیفری جدید از قبول وکالت سر بازمی‌زنند. تبصرهٔ مادهٔ ۴۸ آئین دادرسی کیفریِ جدید حق برخورداری آزادانه از وکیل را در مرحلهٔ تحقیقات مقدماتی از متهمانی که تحت اتهامات امنیتی و سیاسی هستند سلب کرده و تنها به ۲۰ وکیل حکومتیِ گزینش‌شده توسط رئیس قوهٔ قضاییه امکان برعهده گرفتن وکالت چنین پرونده‌هایی را می‌دهد.
او در روز ۲۸ مرداد در تماسی با مادرش خبر داد که از انفرادی به قرنطینهٔ زندان اوین منتقل شده‌است. در همین تماس او اعلام می‌دارد که از روز ۱۰ مرداد دست به اعتصاب غذای تر زده و تنها آب و نمک مصرف می‌کند. علت این اعتصاب غذا، احضارهای مکرر آشنایان وی بود.
اتهاماتی که در شعبهٔ ۷ دادسرای اوین به او تفهیم شده‌اند عبارتند از تبانی و اجتماع به قصد برهم زدن امنیت کشور با تحریک زنان به حضور خیابانی به‌صورت «سرلُخت»، تبلیغ علیه نظام، و توهین به حجاب به‌عنوان یکی از مقدسات ضروری اسلام. مصداق هر سه داشتن پیکسل‌ها (بج‌های سینه) بوده‌است.
نسرین ستوده، فعال مدنی و وکیل دادگستری که از ۲۳ خرداد ۱۳۹۷ در بازداشت به سر می‌برد در همراهی با فرهاد میثمی و در اعتراض به بازداشت و فشارهای قضایی متعدد بر خانواده، بستگان و دوستانش از تاریخ ۳ شهریور ۱۳۹۷ طی نامه‌ای از زندان دست به اعتصاب غذا زد. به‌گفتهٔ رضا خندان، مأموران وزارت اطلاعات، خانهٔ تمامی آشنایان فرهاد میثمی که تصور می‌شده ممکن است پیکسل‌های اعتراض به حجاب اجباری را داشته باشند گشته شده، و اشخاصی که با فرهاد میثمی در تلگرام در ارتباط بوده‌اند بازجویی شده‌اند. در ۲ دی ماه ۱۳۹۷، فرهاد میثمی و نسرین ستوده هر دو پس از تودیع قرار کفالت و آزادی رضا خندان به خودداری از مصرف غذا پایان دادند.

### واکنش‌های افراد سرشناس به بازداشت فرهاد میثمی
در هفتم مهرماه ۱۳۹۷، ۲۲۲۲ نفر از پزشکان، ناشران، دانشگاهیان و دانش‌آموختگان کشور نسبت به وضعیت فرهاد میثمی ابراز نگرانی کردند.
در دوم آبان ۱۳۹۷، سازمان عفو بین‌الملل نسبت به وضعیت این زندانی ابراز نگرانی کرد و خواستار آزادی بدون قید و شرط فرهاد میثمی شد. این ارگان خاطرنشان کرد که میثمی برخلاف میل خود در بهداری زندان اوین در تهران نگهداری می‌شود و برای پایان دادن به اعتصاب غذا تحت فشار قرار دارد.
در ۱۴ آذر ۱۳۹۷، چهار استاد دانشگاه‌های آمریکا (فرانسیس فوکویاما، لَری دایموند، مایکل مک‌فاول و عباس میلانی) در مقاله‌ای در روزنامهٔ واشینگتن‌پست، خواستار آن شدند که «شهروندان نگران، فعالان و سازمان‌های حقوق بشر و دولت‌های دموکرات جهان» از رهبران ایران بخواهند که «میثمی بلافاصله آزاد شود و تحت مراقبت‌های پزشکی مستقل قرار گیرد».

#### واکنش فرهاد میثمی به حمایت وزیر امور خارجهٔ دولت ترامپ
وزارت امورخارجهٔ آمریکا نیز در ۱۷ام آذر ۱۳۹۷ طی بیانه‌ای از فرهاد میثمی پشتیبانی کرده بود. فرهاد میثمی در واکنش به‌این پشتیبانی نامه‌ای انتقادی علیه مایک پومپئو وزیر وقت امورخارجهٔ ایالات متحده نوشت:
ترجیح می‌دهم تمام عمر در حبس گروهی از ظالمان هموطن خطاکارم بمانم و زندگی‌ام را صرف تلاش اصلاحگرانهٔ خطاهایشان سازم، اما لحظه‌ای مشمول ننگ حمایت پیمان‌شکنانی قرار نگیرم که با پشت‌کردن به تمام اصول حقوق و اخلاق، از توافق خردمندانه و صلح‌جویانهٔ «برجام» خارج شدند و با بازتحمیل تحریم‌های غیرانسانی، میلیون‌ها تن از هموطنان مرا به زیر خط فقر کشانده‌اند.

#### پروندهٔ جدید در زندان
بهمن ۱۴۰۰ میثمی درحالی‌که چهارمین سال دوران محکومیت خود را در زندان رجایی شهر کرج می‌گذراند در شعبه ۱ بازپرسی دادگاه انقلاب کرج به او اتهام تبلیغ علیه نظام ابلاغ شد. که وی به‌دلیل عدم رعایت قانون در ابلاغ از قبل وقت دادرسی از شرکت در آن جلسه خودداری کرده‌است.

## اعتراض به محدودیت‌ها در زندان
مهر ۱۳۹۸ در پی محدودیت‌هایی که رئیس جدید زندان اوین اعمال کرده بود، فرهاد میثمی و محمد حبیبی نامه‌ای به رئیس وقت قوهٔ قضاییه، ابراهیم رئیسی فرستادند. بخشی از نامه:
از این لحظه، تا زمانی که به رعایت حقوق انسانی و قانونی زندانیان متعهد نشوید از رعایت آنچه قواعد زندان‌های خود می‌دانید سرباز می‌زنیم و آن را به رعایت حقوق حداقلی‌مان توسط شما موکول می‌کنیم. دیگر در صف آمارگیری‌های صبح و شب شما نمی‌نشینیم و همزمان با کتابی در دست، گوشه‌ای بیرون از صف‌ها نشسته و به مطالعه می‌پردازیم. همچنین در مراسم صبحگاه اجباری شما شرکت نمی‌کنیم. نیک می‌دانیم تحمل ایستادگی مدنی آن هم در زندان برایتان بسیار سخت‌تر از آن است که به سادگی از کنار آن بگذرید و بعید نمی‌دانیم آرام در کناری نشستن و کتاب خواندن ما را (شورش!) نام نهید. قضاوت وجدان عمومی جامعه در برابر چنین اتهاماتی از پیش مشخص است.
از جمله محدودیت‌های اعمال‌شده از سوی رئیس وقت زندان اوین، غلامرضا ضیایی، می‌توان به کاهش ملاقات‌های حضوری تمامی زندانی‌های سیاسی، حذف روز اختصاصی ملاقات مادران زندانی با کودکانشان، ممنوعیت غیرقانونی دریافت کتاب و نشریات مجاز و محدودیت تماس تلفنی اشاره کرد.

#### ممنوع‌الملاقاتی در پی انتشار نامه
این نامه مثمرِثمر نبود و تنها به ممنوع‌الملاقات شدن این دو زندانی سیاسی انجامید. «هیچ‌یک از مسئولان زندان اوین و دستگاه قضایی با فرهاد میثمی و محمد حبیبی دیدار و گفت‌وگو نکرده‌اند، و تنها واکنش آن‌ها ایجاد محدودیت‌های بیشتر و ممنوع‌الملاقات کردن این دو زندانی برای پایان دادن به نافرمانی مدنی بوده‌است».

#### انتقال به زندان رجایی‌شهر
پس از مدتی نیز به جای پیگیری و پاسخگویی به نامه، با اینکه زندانیان سیاسی و مدنی عمدتاً در اوین نگهداری می‌شوند فرهاد میثمی را به زندان رجایی‌شهر که عمدتاً زندانی برای مجرمان خطرناک است منتقل کردند. رضا خندان، همسر نسرین ستوده، اعلام کرد که: «فرهاد در این تماس تلفنی به من گفت صبح روز ۱۸ آبان دفتر بند چهارم اوین او را برای پاسخگویی به سؤالاتی صدا کردند. فرهاد هم فکر کرده بود در ادامهٔ «نافرمانی مدنی‌اش» می‌خواهند دوباره با او صحبت کنند، اما در آنجا او را سوار ماشینی کرده و به زندان رجایی‌شهر منتقل کردند، یک ساعت بعد هم مأموران به داخل بند او رفته و همهٔ وسایل شخصی‌اش را جمع کردند که احتمالاً برای او به زندان رجایی‌شهر خواهند فرستاد.»

#### مجروح‌شدن فرهاد میثمی در زندان رجایی‌شهر
در زندان رجایی‌شهر به فرهاد میثمی اجازهٔ استفاده از هواخوری مشترک با سایر زندانیان سیاسی (سالن ۱۰) داده نشده و تنها یک زمان ۱۲:۳۰ تا ۱۳:۳۰ و دیگری هواخوری با زندانیان سَلَفی و داعشی پیشنهاد شده‌است. از جمله دیگر وقایعی که برای وی در زندان رجایی‌شهر رخ داده‌است می‌توان به مورد حمله قرار گرفتن با تیزی و مجروح شدن از ناحیهٔ دست در شهریور ۱۴۰۱ اشاره کرد.

## اعتصاب غذاها
در پی زمزمه‌های اجرای حکم اعدام احمدرضا جلالی؛ استاد دانشگاه سوئد در زندان ایران، فرهاد میثمی اعلام کرد:
تا زمان توقف اجرای حکم اعدام جلالی اعتصاب غذا خواهم کرد و از همهٔ دوستداران حقوق بشر در خواست دارم که به‌جای تمرکز بر سلامتی اینجانب تمام تلاش‌های خود را معطوف عدم اجرای حکم اعدام احمدرضا جلالی بکنند.

### کاهشِ وزنِ شدید
بهمن ۱۴۰۱، انتشار عکس‌هایی از وی در زندان که نشان از وضعیت وخیم جسمی وی در اعتصابِ غذا دارد توجه‌ها را به وی و خواسته‌هایش که همگی پیرامون آزادی زندانیان سیاسی دیگر و توقف کشتارها بود، جلب کرد.
در ۱۳ بهمن ۱۴۰۱ عکس‌هایی از فرهاد میثمی به همراهِ نامهٔ او با نامِ «برایِ روزهایِ زجرِ اندر زجرِ اندر زجر» از زندان رجایی‌شهر کرج در شبکه‌های اجتماعی منتشر شده که نشان می‌دهد او به شدت وزن کم کرده‌است. وی با این حال در نامهٔ خود نوشته‌است: «همچنان بر سر خواسته‌های سه‌گانه‌ام: توقف اعدام معترضان، آزادی شش زندانی سیاسی-مدنی و توقفِ آزارهای اجبار حجاب، بر سر همان مأموریت غیرممکن خواهم ایستاد.».

### واکنش‌ها
رابرت مالی، نماینده ویژه آمریکا در امور ایران، در واکنش به عکس‌های منتشر شده از فرهاد میثمی در توییتی نوشت: «تصاویر دکتر فرهاد میثمی، مدافع شجاع حقوق زنان که در زندان دست به اعتصاب غذا زده، تکان دهنده است. رژیم ایران به ناحق او و هزاران زندانی سیاسی دیگر را از حقوق و آزادی‌هایشان محروم کرده‌است. (جمهوری اسلامی) اکنون به ناحق جان او را تهدید می‌کند.»
رضا شهابی، بهاره هدایت و نیلوفر حامدی از زندانیان سیاسی از او حمایت کردند.
هدیه تهرانی، پوریا نوری، مانی حقیقی و جمعی از سینماگران دیگر در نامه‌ای خواستار پایان اعتصاب غذای او شدند.
رضا پهلوی،
مولوی عبدالحمید، ابوالفضل قدیانی، حامد اسماعیلیون، گوهر عشقی و دارون عجم‌اوغلو از جمله دیگر افرادی بودند که به امساک غذای فرهاد میثمی واکنش نشان دادند. کیهان کلهر نیز ابوعطایی را تقدیم به فرهاد میثمی کرده‌است.

## آزادی از زندان
رسانه‌های ایران شامگاه روز جمعه ۲۱ بهمن ۱۴۰۱ از آزادی فرهاد میثمی خبر دادند. محمد مقیمی، وکیل فرهاد میثمی در گفتگو با روزنامه اعتماد، آزادی وی را تأیید کرد. مقیمی گفت که از میثمی خواسته شده که برای آزادی وثیقه بسپارد که او نپذیرفته و در نهایت بدون سپردن وثیقه آزاد شده است.